# 亭江区
亭江区（1963年6月—1969年11月）是中华人民共和国福建省福州市历史上的一个市辖区。
1963年6月，亭江人民公社改制为亭江区，隶属福州市人民政府郊区行政办事处；同年8月，亭江区辖亭江、东岐、象洋、闽安、白眉等人民公社。1969年11月，亭江区改称亭江人民公社。